# Grès de Big Clifty
Le grès de Big Clifty est une formation géologique datant du Pennsylvanien (partie supérieure du Carbonifère) et située dans le Kentucky aux États-Unis. 
Dans le parc national de Mammoth Cave, le grès de Big Clifty recouvre la formation de Girkin, le calcaire de Sainte Geneviève et le calcaire de Saint Louis, formant ainsi la limite supérieure de l'ensemble du système de grottes. 
Le grès de Big Clifty apparaît également dans des formations du centre-sud du Kentucky, comme Pilot Rock qui mesure environ 61 mètres de haut, à la frontière du comté de Todd.